# پر اسکو
پر اسکو (نروژی: Per Skou; ۲۰ مهٔ ۱۸۹۱ – ۲۴ فوریهٔ ۱۹۶۲) بازیکن فوتبال اهل نروژ بود.
از باشگاه‌هایی که در آن بازی کرده‌است می‌توان به باشگاه فوتبال لین و باشگاه فوتبال اود اشاره کرد.